# Demerara-Mahaica

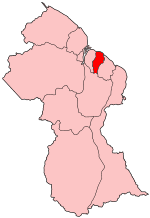
Regionens läge i Guyana.

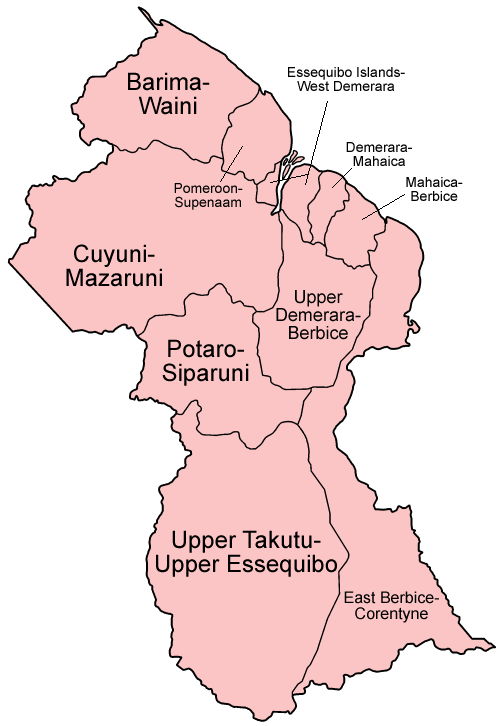
Guyanas 10 regioner.

Regionen Demerara-Mahaica (Region 4 - Demerara-Mahaica) är ett av Guyanas 10 Administrativa regioner.

## Geografi
Demerara-Mahaica har en yta på cirka 2 233 km² med cirka 310 300 invånare. Befolkningstätheten är 139 invånare/km².
Huvudorten är Paradise med cirka 1 500 invånare, i regionen ligger även landets huvudstad  Georgetown.

## Förvaltning
Regionen förvaltas av en Regional Democratic Council (Regionala demokratiska rådet) som leds av en Chairman (Ordförande). Regionens ordningsnummer är 4 och ISO 3166-2-koden är "GY-DE".
Demerara-Mahaica är underdelad i 19 Neighbourhood Democratic Councils (distrikt):
Ordinarie:
- Cane Grove Land Development Scheme
- Vereeniging / Unity
- Grove / Haslington
- Enmore / Hope
- Foulis / Buxton
- La Reconnaissance / Mon Repos
- Triumph / Beterverwagting
- La Bonne Intention / Better Hope
- Plaisance / Industry
- Eccles / Ramsburg
- Mocha / Arcadia
- Herstelling / Little Diamond
- Diamond / Golden Grove
- Good Success / Caledonia
- Te Huist Coverden / Soesdyke
- Georgetown stad
- Georgetown förorter

Ej ordinarie:
- Soesdyke-Linden Highway med Timehri
- St. Cuthberts / Orange Nassau (Mahaica River)

Den nuvarande regionindelningen om 10 regioner infördes 1980.